# Gampong Baro (Sakti)
Gampong Baro is een bestuurslaag in het regentschap Pidie van de provincie Atjeh, Indonesië. Gampong Baro telt 148 inwoners (volkstelling 2010).